# Ruta de Illinois 129
La Ruta de Illinois 129, y abreviada IL 129 (en inglés: Illinois Route 129) es una carretera estatal estadounidense ubicada en el estado de Illinois. La carretera inicia en el oeste desde la IL 113     en Braidwood hacia el este en la I 55     en Braidwood. La carretera tiene una longitud de 6,5 km (4.06 mi).

## Mantenimiento
Al igual que las autopistas interestatales, y las rutas federales y el resto de carreteras estatales, la Ruta de Illinois 129 es administrada y mantenida por el Departamento de Transporte de Illinois por sus siglas en inglés IDOT.